# Charlie Barnett (Komiker)
Charlie Barnett (* 23. September 1954 in Bluefield, West Virginia; † 16. März 1996 in Flushing, New York City) war ein US-amerikanischer Komiker und Schauspieler. Er verstarb im Alter von 41 Jahren an AIDS. Eine Reihe bekannter Komiker nennen Barnett als eines ihrer größten Vorbilder, darunter auch Dave Chappelle.

## Leben und Karriere

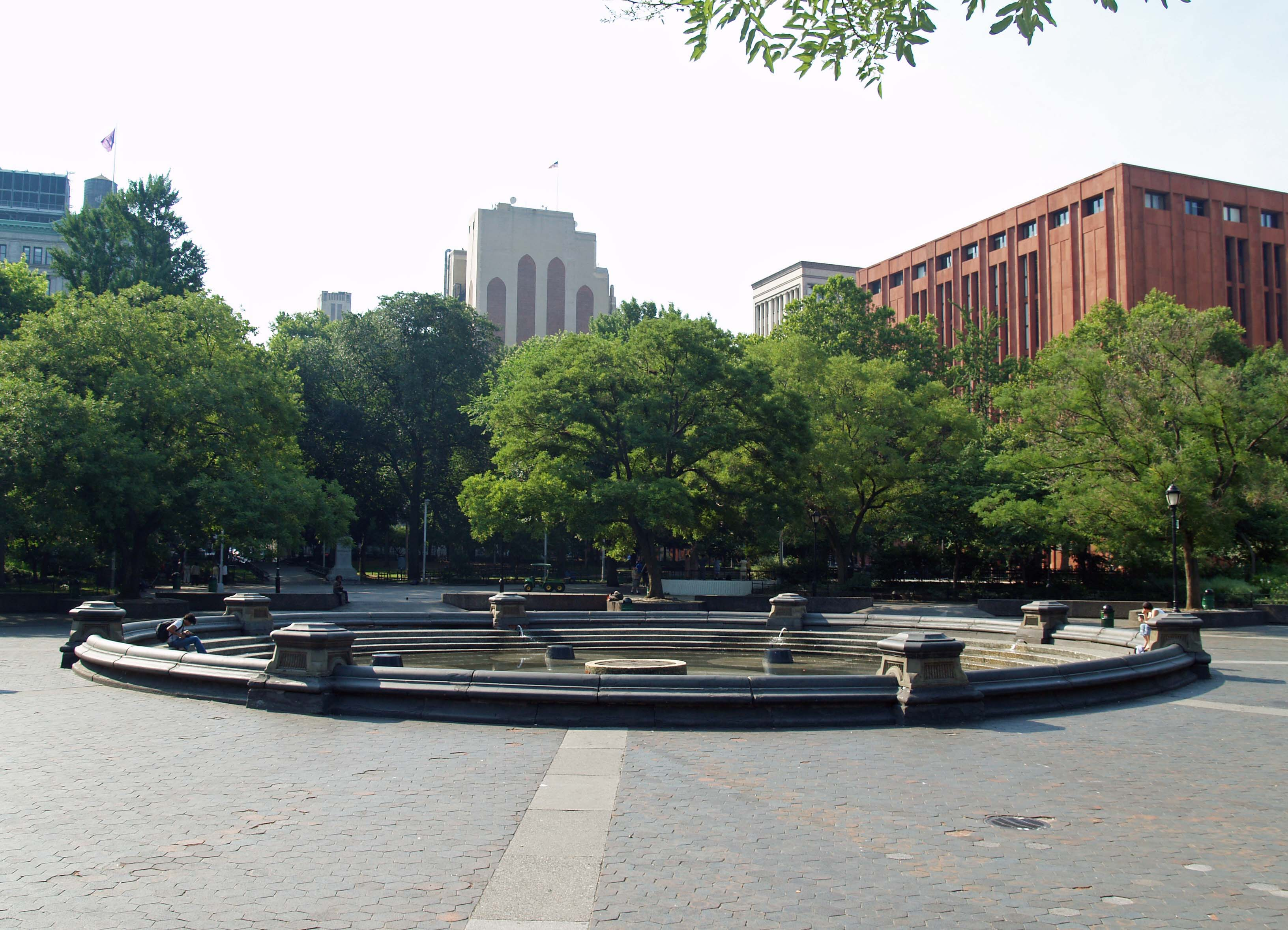
Charlie Barnett war einer der wenigen Künstler, die es schafften, die Central Fountain im Washington Square Park zu füllen

Der im Jahr 1954 in Bluefield im US-Bundesstaat West Virginia geborene Barnett feierte seinen Durchbruch als Komiker Ende der 1970er bzw. Anfang der 1980er Jahre. Bereits in dieser Zeit machte er als Straßenkünstler mit seiner zum Teil recht vulgären Komik auf sich aufmerksam und war dabei vor allem in New York sehr erfolgreich. So trat er in den unzähligen Parks der Millionenstadt auf, wobei er vor allem durch seine Auftritte im Washington Square Park wesentliche Bekanntheit erlangte, als er dort hunderte Menschen mit seinen Liveshows unterhielt. Charlie Barnett war dabei auch einer der wenigen Künstler, die es schafften, die Central Fountain im Washington Square Park zu füllen, die eigentlich einen Brunnen darstellte, aber bei abgestelltem Wasser auch als Amphitheater genutzt wurde. Im September 1980 sprach Barnett für Saturday Night Live vor, wobei die damalige SNL-Produzentin Jean Doumanian, die ihr Amt eigentlich erst im November desselben Jahre aufnehmen sollte, ihn für die Show engagieren wollte. Doch kurz vor Vertragsunterzeichnung sagte er Barnett kurzfristig ab und holte den damals noch unbekannten Eddie Murphy ins Team, der allerdings bald darauf wieder von Doumanians Nachfolger Dick Ebersol, der die Show in den 1970ern auch gegründet hatte, entlassen wurde. Seinen ersten nennenswerten Auftritt in Film- und Fernsehen hatte er schließlich im Jahre 1983, als er im Film Die Chaotenclique an der Seite von Max Gail, Mr. T oder Adam Baldwin zu sehen war. Bereits im darauffolgenden Jahr übernahm er eine wesentliche Rolle in der populären Fernsehserie Miami Vice, in der er bis 1987 in sechs Folgen als Neville „Noogie“ Lamont zu sehen war.
Eine weitere erfolgreiche Zeit folgte in den Jahren 1985 (eine Episode von T. J. Hooker und jeweils eine Nebenrolle in den Filmen Zwei dufte Kumpel und Bier) und 1986 (Engagements in den Filmen Sei stark, Cassie! und Charlie Barnett’s Terms of Enrollment). Nachdem er sich danach wieder beinahe ausschließlich seiner Arbeit als Komiker widmete, kam er im Jahr 1988 im Film Mondo New York zum Einsatz, wo er unter anderem an seinem bereits angestammten Platz in der Central Fountain im Washington Square Park zu sehen war. Auch danach war Barnett so gut wie ausschließlich als Komiker aktiv und war zudem 1993 in einer Episode der Comedy-Show Def Comedy Jam zu sehen. Seinen letzten nennenswerten Auftritt im Film- und Fernsehgeschäft hatte er im Film They Bite, der in seinem Todesjahr veröffentlicht wurde. Dabei hatte er die Rolle des Larry inne. Am 16. März 1996 verstarb Barnett, der bei seiner Großmutter aufwuchs und im Alter von elf Jahren nach Boston zog, um danach mit 19 Jahren nach New York zu gehen, an einer AIDS-Erkrankung. Laut verschiedenen Quellen erkrankte er aufgrund gebrauchter und mit dem HI-Virus infizierter Nadeln, die er bei seinem Drogenkonsum verwendete, an der unheilbaren Krankheit. Nach seinem Tod nannte eine Reihe afroamerikanischer Komiker, darunter auch der bekannte Künstler Dave Chappelle, Barnett als eines ihrer größten Vorbilder, der einen ebenso großen Einfluss auf ihre Karriere hatte. Nach seinem Tod wurden Barnetts sterbliche Überreste eingeäschert und die Asche seiner Mutter übergeben.

## Filmografie
- 1983: Die Chaotenclique (D.C. Cab)
- 1984–1987: Miami Vice (Fernsehserie, 6 Folgen)
- 1985: T. J. Hooker (Fernsehserie, 1 Folge)
- 1985: Zwei dufte Kumpel (My Man Adam)
- 1985: Bier (Beer)
- 1986: Sei stark, Cassie! (Nobody’s Fool)
- 1986: Charlie Barnett’s Terms of Enrollment
- 1988: Mondo New York
- 1993: Def Comedy Jam (Fernsehserie, 1 Folge)
- 1996: They Bite